# NGC 707-2
Coordenadas:  01h 51m 27.6s, −08° 30′ 25″
NGC 707-2 é uma Galáxia compacta localizada na direção da constelação de Cetus. Está localizado nas proximidades da NGC 707-1.